# لويس أونيل
لويس أونيل هو كاتب وسياسي كندي، ولد في 25 أبريل 1925 في مدينة كيبك في كندا، وتوفي بنفس المكان في 23 أكتوبر 2018. حزبياً، نشط في الحزب الكيبيكي. وقد انتخب عضو الجمعية الوطنية في كيبك ‏ (15 نوفمبر 1976 – 13 أبريل 1981).